# Blued (app)
Blued é um aplicativo móvel do tipo rede social, destinado ao público gay disponível em vários países do mundo e com operações locais na China, Brasil, Índia, Japão, México, Filipinas, Coreia do Sul, Tailândia, Vietnã e EUA. Lançado em 2012, o aplicativo gratuito conta agora com mais de 63 milhões de usuários ao redor do mundo. Blued está disponível no Android e no iOS . Seus recursos incluem perfis verificados, lives, uma linha do tempo e conversas em grupo. 

## História
Por 12 anos, Geng Le (também conhecido como Ma Baoli), um policial casado no norte da China, secretamente dirigiu o Danlan.org, um site para gays. Em 2012, quando seus superiores descobriram o site, Geng Le perdeu sua família e emprego. Comprometido com a legitimação das relações entre pessoas do mesmo sexo na China, ele criou o Blued, o primeiro aplicativo de rede social gay.
Em 9 anos, o Blued se tornou a maior rede social gay do mundo, com mais de 54 milhões de usuários registrados .
Comentando sobre a parceria global entre Blued e Hornet, o presidente da Hornet, Sean Howell, declarou: “Os aplicativos gays evoluíram ao longo dos últimos anos para envolver mais plenamente os usuários, que exigem uma experiência móvel mais rica” .
A BlueCity, empresa-mãe do Blued, foi listada NASDAQ em julho de 2020, tornando-se a primeira empresa de rede social pública com foco no público LGBTQIA +. Seu IPO arrecadou um total de US $ 84,8 milhões.

## Características
Live – Lives são tendências em toda a internet. O Blued oferece aos usuários a capacidade de estar ao vivo dentro de uma comunidade de colegas e mostrar como é a vida ao seu redor. Todos os usuários têm a oportunidade de participar e criar sua comunidade de seguidores ou até mesmo de fãs. As lives  são monitoradas 24 horas por dia para incentivar e entregar uma experiência positiva e divertida. Há também a opção  de “Live Privada”, também monitorada.
Grade – Uma grade que exibe os perfis tendências da sua região, perfis próximos e perfis online. Você pode seguir esses perfis ou começar uma conversa direta. Os filtros estão disponíveis para que os usuários consigam selecionar e encontrar mais facilmente o seu desejo de busca.
Grupos – As conversas em grupo estão disponíveis para os usuários participarem, dependendo de seus interesses. Muitas reuniões são organizadas e tópicos quentes são discutidos diariamente. Além disso, os usuários podem compartilhar fotos, vídeos e mensagens de áudio.
Quick Chat – Chamadas aleatórias de vídeo, disponível para os usuários criarem o primeiro contato visual. Você pode ter contato com pessoas próximas de você ou de outros países. 
Chat de Voz – Sala de bate-papo por áudio, dividido por idioma. Crie ou entre em salas para conversar ou apenas ficar como espectador. Espectadores podem participar escrevendo.
Múltiplo login – a conta Blued pode ser acessada pelo Twitter, Facebook, Google, número de celular, ID Blued e conta de e-mail.